# Sétányrózsa
A sétányrózsa vagy színváltóvirág (Lantana camara) a vasfűfélék vagy verbénafélék családjának Lantana nemzetségébe tartozó, dísznövényként hazánkban is terjedő örökzöld cserje.

## Származása, élőhelye
Brazília trópusi-szubtrópusi tájainak gyomnövénye. Európába gyógyhatása miatt hozták be a spanyolok. Afrikába, Ausztráliába, Indiába dísznövényként került, de mára gyomként szaporodott el, a madarak gyorsan terjesztik magvait. Igen gyorsan terjed, a kiirtására tett próbálkozások sikertelennek bizonyultak, pedig sok fontos endemikus faj, köztük a szálafa (Shorea robusta) életlehetőségeit csökkenti. Sokféle hibridje ismert; ezek némelyike steril.

## Tulajdonságai
Többnyire 1–2 m magasra nő, de kaphatóak fácskának nevelt és bokros változatai is. Metszéssel tetszőleges alakúvá nevelhető.
Gyökérrendszere erőteljes; gyorsan fejlődik.
Átellenes, egyesével álló redőzött, hosszúkás, sötétzöld levelei közvetlenül a sudár ágak mentén nőnek. A levelek és a hajtások is szőrösek. A hajtáscsúcsokon fejlődnek és késő tavasztól késő őszig nyílnak a verbénáéhoz hasonlító, domború virágzatok, amiket a pillangók és a méhek is igen kedvelnek. Mindegyik virág apró csöves és központi szemes. Levelei és virágai egyaránt átható, citromos illatot árasztanak.
Majdnem fekete, lilás-bordó bogyótermése éretlenül, zölden, mérgező. Legjellemzőbb mérgező alkaloidjai a lantadin A és B. Az érett magok bordó színűek.
Számos növényt nem tűr meg a közelében (allelopata), de a rokon vasvirágokkal vagy a petúniákkal összeültethető. Sok rovart is elriaszt.

## Termesztése

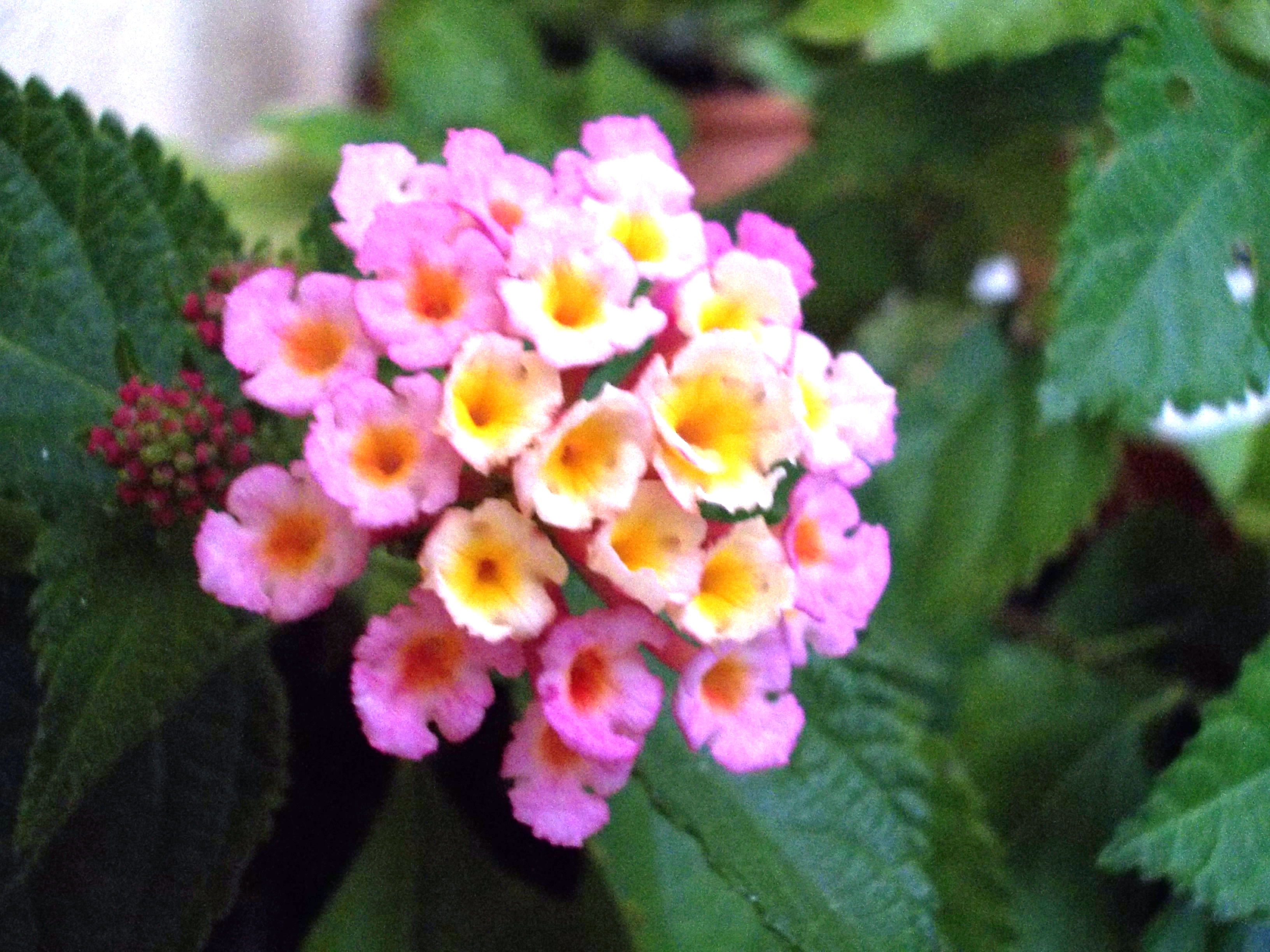

Könnyen nevelhető; szaporítása még a kezdő kertészkedőnek sem okoz gondot. Tarthatjuk cserépben, edényben, függőkosárban.
A talaj szerkezetétől szinte függetlenül jól fejlődik, de csak tápanyagdús környezetben virágzik gazdagon. Célszerű átlagos, jó vízgazdálkodású, semleges kémhatású (6,5–7 pH) kerti földbe ültetni. Kedveli a tőzeget.
Fagyérzékeny, a szabadban nem telel át. Télen minimum 10–13 °C-t igényel. Mivel leveleit télen sem hullajtja le, ezért fontos, hogy világos helyen teleltessük, de ha ágait tövig visszavágjuk, levihetjük a pincébe is. Nyáron sok, de nem direkt fényre van szüksége. Akár az udvarra is kivihetjük, de a tűző, déli naptól védeni kell.
Télen ritkábban (havonta egyszer), tavasztól őszig rendszeresen öntözni kell (hetente tápoldattal is). Két öntözés között hagyni kell, hogy a földje kiszáradjon. A leveleit célszerű időnként permetezni. A szárazságot is tűri, de ilyenkor kevesebb virágot hoz.
Ha ez szükséges, a többi szobanövényhez hasonlóan tavasszal ültessük át. Ha májusig visszavágjuk hosszabb hajtásait, több virágot hoz. Ha elvirágzott, vágjuk vissza a szárait kb. a felére! A levágott darabokból hajtásdugványt készítve az év bármely szakában szaporítható. Ha törzses fácskát akarunk nevelni belőle, meg kell hagyni egy vezérágat, az oldalhajtásokat pedig félgömb alakban kell visszacsípni. Két-háromévenként a növényeket meg kell újítani, mert az idősebb példányok előbb-utóbb megcsúnyulnak.
Magjait kora tavasszal kell elvetni.
Olyankor, amikor nem virágzik, nem különösen mutatós: levelei ráncosak, a szára szúrós. Egész nyáron nyíló, kezdetben citromsárga, narancssárga, majd tűzvörös és végül lilásba forduló ernyővirágzata azonban kimondottan látványos. Fehér, halványlila, sötétpiros és rózsaszín virágú változata is van.
Az üvegházi molytetűre (liszteskére) nagyon érzékeny.

## Gyógyhatása, használata
Levelei összezúzva, borogatásként antiszeptikusak és csillapítják a fájdalmakat. Rovarcsípésekre, vágásokra, horzsolásokra jól alkalmazhatók. Főzetüket Mexikóban gyomorbántalmak ellen használják, másutt kígyómarást gyógyítanak vele. Teája reuma, megfázás, láz, torokfájás ellen hatékony. A levélforrázatot inhalálva légúti problémáinkat kezelhetjük. A száraz levelek füstje szúnyogriasztó.
Rokona, a kúszó sétányrózsa (Lantana montevidensis) ideális talajtakaró növény.